# Ruschia foliosa
Ruschia foliosa är en isörtsväxtart som beskrevs av Schwant. Ruschia foliosa ingår i släktet Ruschia och familjen isörtsväxter. Inga underarter finns listade i Catalogue of Life.